# Chiesa di San Pietro del Castagno
La chiesa di San Pietro del Castagno (anche più semplicemente Chiesa di San Pietro) è un edificio di culto cattolico situato a Viterbo, nel Lazio, poco fuori le mura medievali della città, nei pressi di Porta San Pietro. Di antiche origini, è oggi sede dell’Istituto Teologico San Pietro, affiliato al Pontificio ateneo Sant'Anselmo.

## Storia
Le origini della chiesa risalgono al periodo medievale. Il toponimo del Castagno è probabilmente legato alla presenza, in epoca antica, di un castagno monumentale nei pressi dell’edificio.
Nel XIII secolo la chiesa fu affidata ai Frati della penitenza di Gesù Cristo, noti anche come frati saccati per via del saio semplice che indossavano. Nel 1283 il complesso fu assegnato ai monaci benedettini della Congregazione di Cluny, che ne mantennero la proprietà fino al 1470. A questi seguirono i Gerolimini e dal 1825 gli Scalzetti
Nel corso del XVI secolo l’edificio fu radicalmente rinnovato per volere del cardinale Raffaele Riario, potente mecenate e parente di papa Sisto IV. Tra il 1621 e il 1622, ulteriori interventi di restauro furono promossi dal cardinale Scipione Cobelluzzi, vescovo di Viterbo.

## Architettura
La chiesa presenta una struttura a navata unica, con una sobria facciata in pietra e un portale d’ingresso architravato. L’interno conserva elementi decorativi barocchi e tracce di affreschi risalenti a epoche precedenti. Le trasformazioni cinquecentesche e seicentesche hanno conferito all’edificio un aspetto composito, nel quale coesistono stili diversi.

## Utilizzo attuale
La chiesa è attualmente affidata alla Congregazione di San Giuseppe, fondata da Leonardo Murialdo. Ospita l’Istituto Teologico San Pietro, istituzione accademica per la formazione teologica dei religiosi e dei laici, affiliata al pontificio ateneo Sant'Anselmo.